# 林肯鎮區 (堪薩斯州傑克遜縣)
林肯鎮區（英語：Lincoln Township）為美國堪薩斯州傑克遜縣轄下的鎮區。2010年美国人口普查中此鎮區人口有1,221人。

## 地理
林肯鎮區涵蓋總面積為254.9平方（98.41平方英里），其中陸地面積為254.8平方（98.38平方英里），水域面積為0.078平方（0.03平方英里）或0.03%。海拔高度332（1,089英尺）。

## 人口統計
根據2010年美國人口普查，林肯鎮區人口有1,221人，其中男性有615人，女性有606人，人口密度為每平方公里4.79人，住房計483戶。鎮區內的白人有449人，非裔美國人有6人，美洲原住民有641人，亞裔美國人有1人，太平洋島裔美國人有0人，其他種族有9人，混血種族則有115人。此外鎮區內有84人為西班牙裔或拉丁裔美國人。此鎮區之年齡中位數為36.3歲，而男性年齡中位數為34.1歲，女性年齡中位數為38.6歲。

## 交通

### 主要公路
- 75號美國國道